# Hajdučica

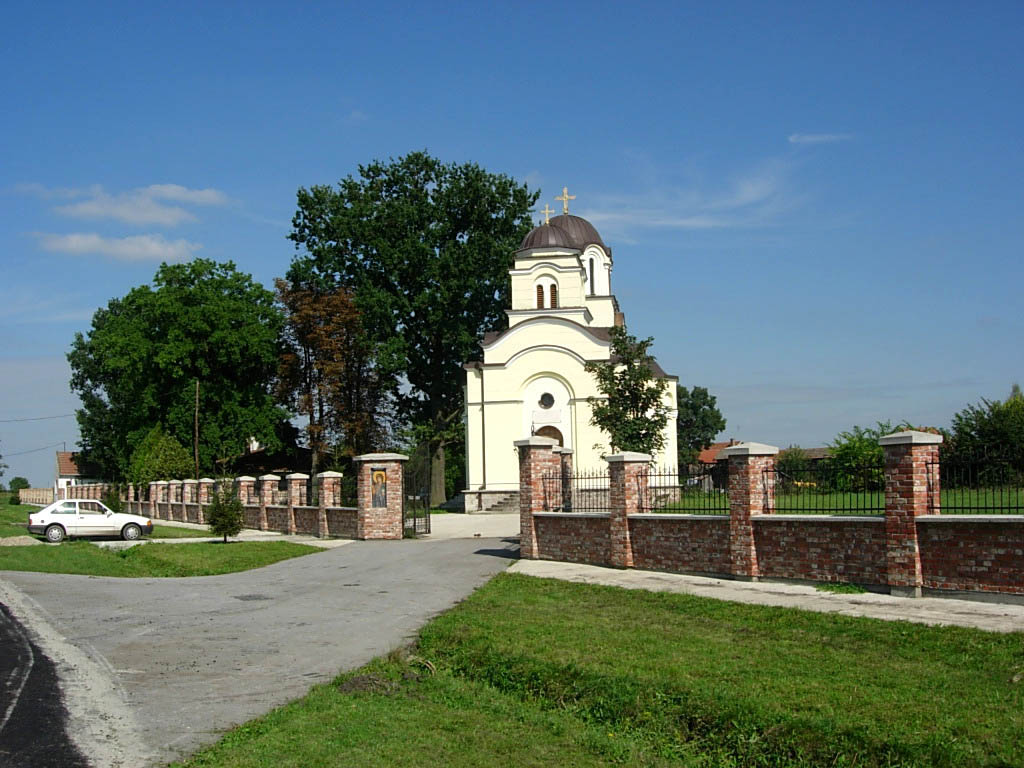
Le monastère orthodoxe serbe de Hajdučica

Hajdučica (en serbe cyrillique : Хајдучица ; en hongrois : Istvánvölgy) est une localité de Serbie située dans la province autonome de Voïvodine. Elle fait partie de la municipalité de Plandište dans le district du Banat méridional. Au recensement de 2011, elle comptait 1 145 habitants.
Hajdučica est officiellement classée parmi les villages de Serbie. À proximité se trouve le monastère orthodoxe de Hajdučica.

## Démographie

### Évolution historique de la population
| 1948  | 1953  | 1961  | 1971  | 1981  | 1991  | 2002  | 2011  |
| ----- | ----- | ----- | ----- | ----- | ----- | ----- | ----- |
| 1 772 | 1 849 | 1 880 | 1 834 | 1 519 | 1 456 | 1 375 | 1 145 |

|  |